# Bolsena (Włochy)

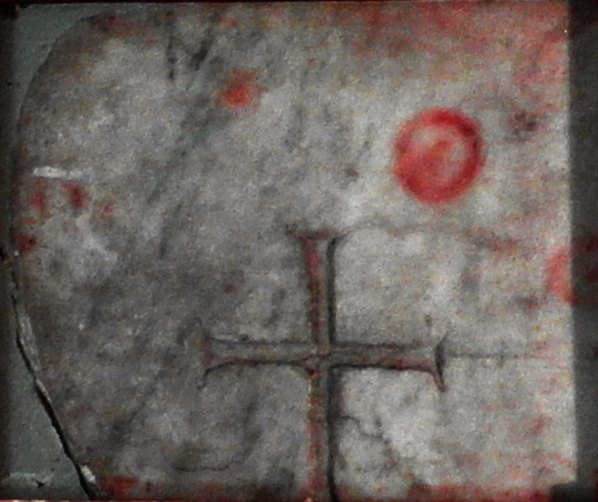
Kamień z pozostałościami krwi z cudu eucharystycznego w Bolsenie w 1263 roku

Bolsena – miejscowość i gmina we Włoszech, w regionie Lacjum, w prowincji Viterbo.
Według danych na rok 2004 gminę zamieszkiwały 4083 osoby, 64,8 os./km².
Uważa się, że w 1263 roku miał tu miejsce cud eucharystyczny, gdy podczas odprawiania mszy zauważono krwawienie hostii. To zdarzenie zostało przedstawione na fresku Rafaela znajdującym się w Watykańskich Stanzach i zatytułowanym Msza Bolseńska.